# Hope Is a Dangerous Thing for a Woman like Me to Have – but I Have It
Singles de Lana Del Rey
Venice Bitch
(2018) Doin' Time
(2019)
Hope is a Dangerous Thing for a Woman like Me to Have - but I Have It est une chanson de l'auteure-compositrice-interprète Lana Del Rey, sortie le 9 janvier 2019, sous le label de Polydor, afin de promouvoir son prochain album, Norman Fucking Rockwell. Il est considéré comme le troisième fan single, après Mariners Apartment Complex et Venice Bitch.

## Contexte
Au début de janvier 2019, Del Rey a publié un aperçu de la chanson sur Instagram et a déclaré dans un communiqué qu'il s'agissait d'une fan track. Le titre s'appelait à l'origine Sylvia Plath, en l'honneur à la poétesse américaine à laquelle elle fait référence dans la chanson.

## Composition
Hope Is a Dangerous Thing for a Woman like Me to Have - but I Have It est une ballade avec un « piano assourdi au son sous-marin » et une « mélodie élégiaque ». Le producteur Jack Antonoff a déclaré sur Twitter que la piste avait été enregistrée lors de sa première session d’enregistrement avec Del Rey et qu’elle était « enregistrée sans aucun clic principalement en direct ». Il a également commenté que la combinaison entre le « piano en feutre » et de la « voix parfaite » de Del Rey avait « sonné exactement à l'identique dans la pièce ».
Dans la chanson, Lana Del Rey aborde la religion, la famille, le romantisme troublé, sa lutte contre l'alcoolisme, son « voyage vers la sobriété » et son refus de la célébrité et de sa relation complexe avec le feu des projecteurs. Hope contient également des références à Sylvia Plath, qui a donné son nom à la chanson.

## Classements hebdomadaires
| Classements                                      | Meilleure position |
| ------------------------------------------------ | ------------------ |
| Belgique (Flandre Ultratop 50 Singles)           | 31                 |
| Belgique (Wallonie Ultratop 50 Singles)          | 24                 |
| Canada Digital Songs (Billboard)                 | 45                 |
| Écosse (OCC)                                     | 77                 |
| États-Unis Alternative Digital Songs (Billboard) | 8                  |
| France (SNEP)                                    | 68                 |
| Hongrie (Rádiós Top 40)                          | 40                 |
| Irlande (IRMA)                                   | 80                 |
| Nouvelle-Zélande Hot Singles (RMNZ)              | 11                 |
| Royaume-Uni (UK Singles Chart)                   | 99                 |
| Slovaquie (Singles Digitál Top 100)              | 70                 |
| Suède Heatseeker (Sverigetopplistan)             | 1                  |